# یخچال قدیمی ترشنبه
یخچال قدیمی ترشنبه با قدمت صفویان به شمارهٔ ثبت ۱۰۸۰۷ در تاریخ ۱۳۸۲/۱۱/۰۲ به ثبت آثار ملی ایران رسید. این تپه در شهرستان اسلامشهر، بخش چهاردانگه، دهستان چهار دانگه، روستای ترشنبه قرار دارد.

## نگارخانه

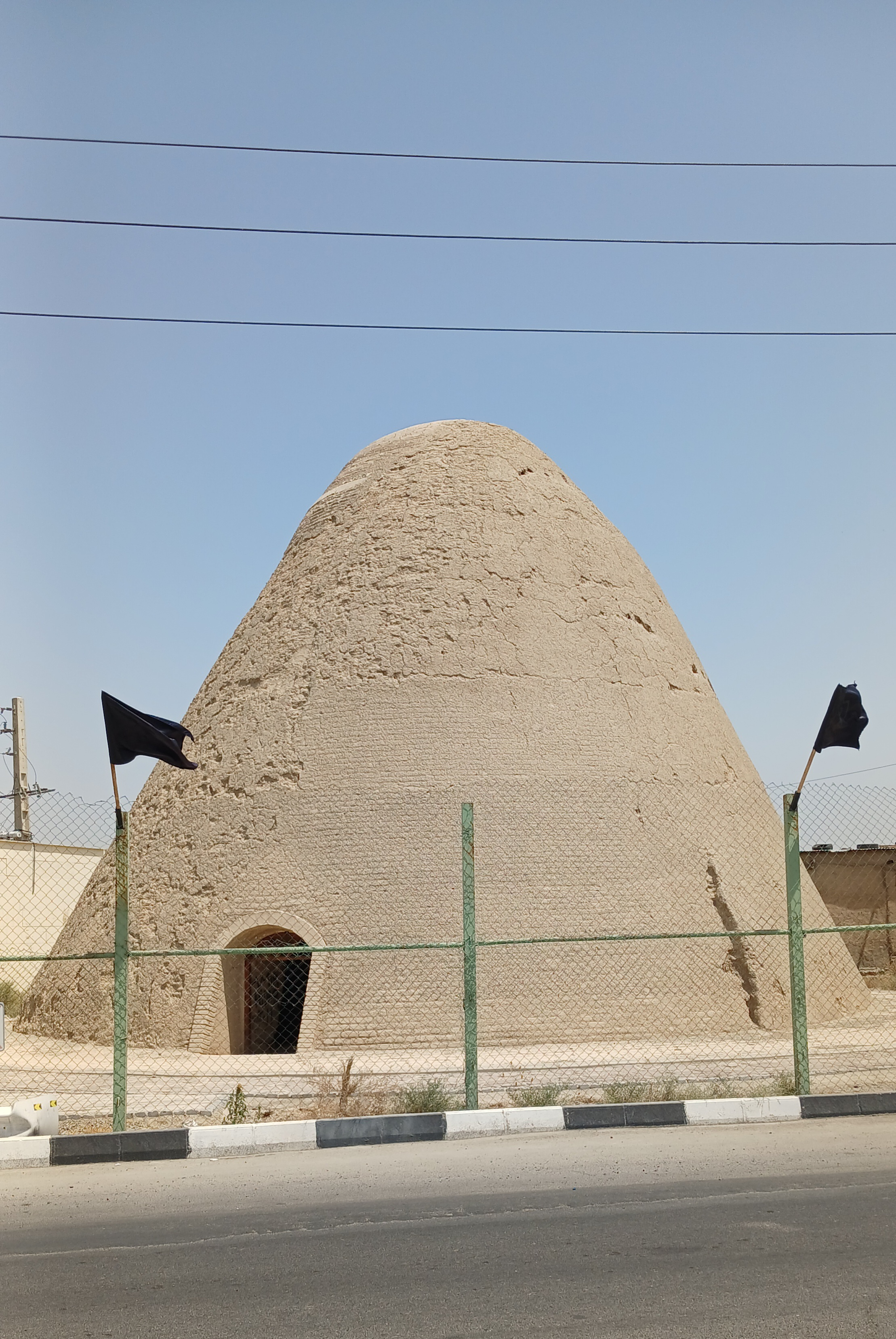
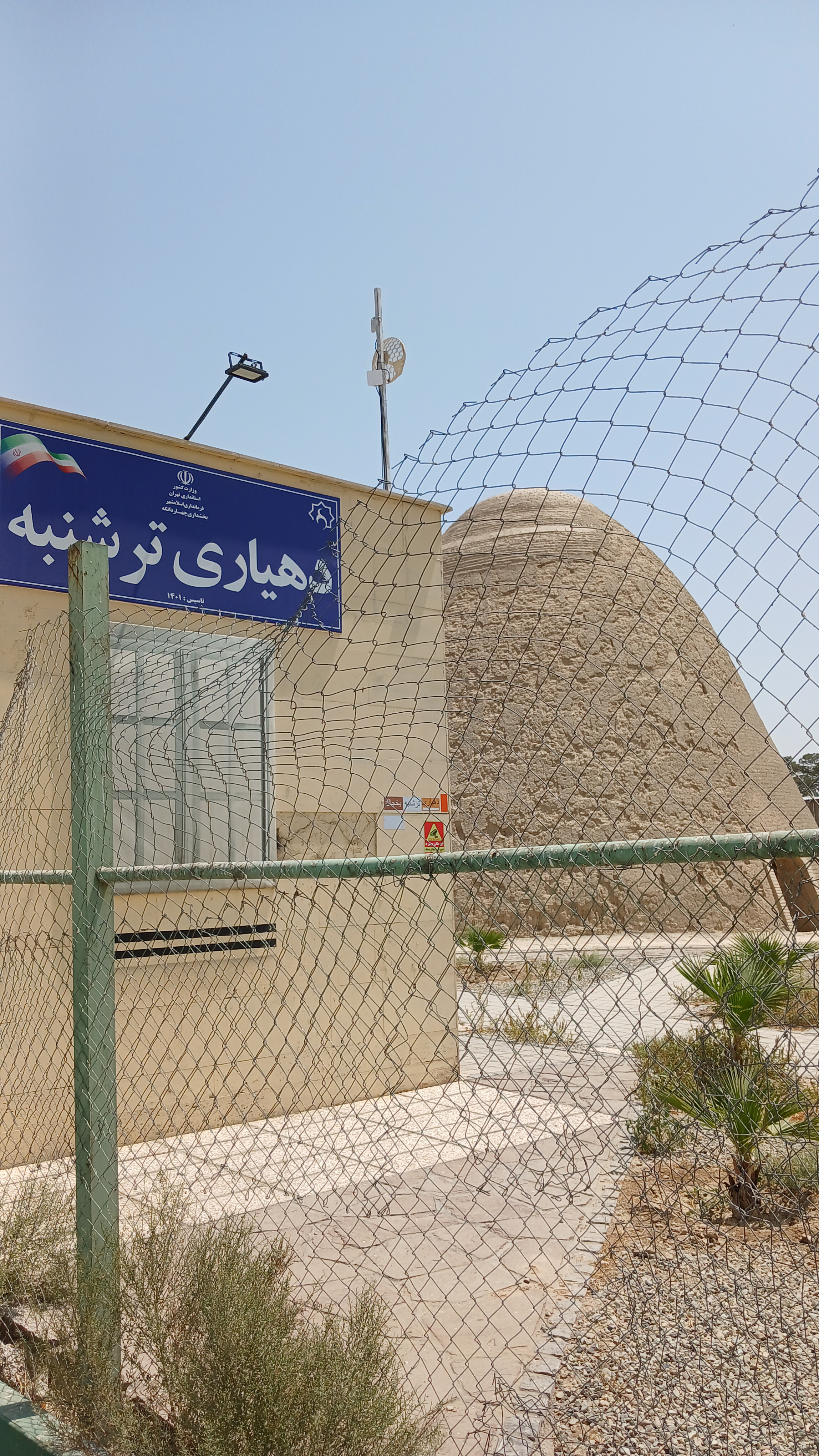